# Sandy Creek Covered Bridge State Historic Site

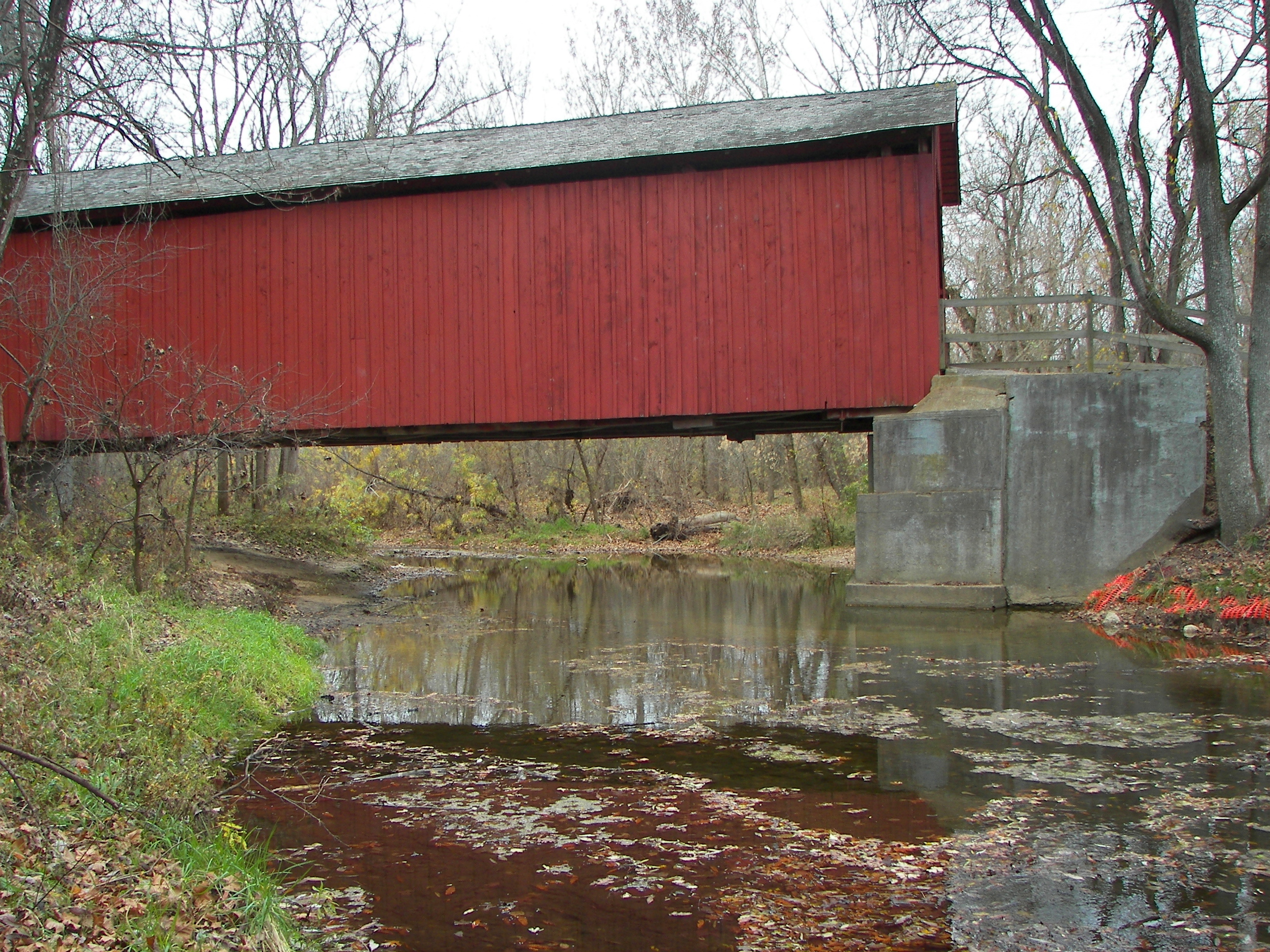
Seitenansicht

Die Sandy Creek Covered Bridge State Historic Site liegt im Jefferson County des US-Bundesstaates Missouri. Die historische Brücke im 508 ha großen State Park verbindet den Weg vom Verwaltungssitz Hillsboro über den Sandy Creek ins St. Louis County.
Von ursprünglich etwa 30 gedeckten Holzbrücken in Missouri sind nur vier erhalten geblieben. John H. Morse konstruierte die Sandy Creek Covered Bridge im Rahmen eines landesweiten Aufbauprogrammes nach dem Bürgerkrieg. Die Abmessungen betragen über 22,5 m in der Länge und 5,5 m Breite, die lichte Höhe beträgt nicht ganz 4 m. Die Konstruktion als gedeckte Brücke diente in erster Linie dem Wetterschutz der beim Bau verwendeten Holz- und Metallteile.
1886 wurde die Brücke von einem Frühjahrs-Hochwasser zerstört. Noch im August desselben Jahres wurde die Brücke von Henry Steffin wieder originalgetreu aufgebaut.
1970 wurde die Sandy Creek Covered Bridge im National Register of Historic Places eingetragen. 1984 verursachte eine weitere Flut schwere Schäden, die Reparaturarbeiten erforderlich machten. Inzwischen ist die Brücke nur noch für den Fußgängerverkehr geöffnet. Die Form einer offenen Scheune in Verbindung mit dem roten Anstrich machen die Brücke zu einem beliebten Motiv für Fotografen und Maler.
Die Burfordville Covered Bridge als Teil des Bollinger Mill State Historic Site und die Locust Creek Covered Bridge sind nach dem gleichen Prinzip erbaut.